# Кустовецьке
Кустовецьке — селище в Україні, в Уланівській сільській громаді Хмільницького району Вінницької області. Населення становить 11 осіб.